# Rachuonyo (huyện)
Huyện Rachuonyo là một huyện thuộc tỉnh Nyanza ở Kenya. Theo điều tra dân số ngày 24 tháng 8 năm 1999, huyện này có dân số 307126 người. Huyện Rachuonyo có diện tích 945 km². Huyện lỵ đóng tại Oyugis.
Barack Obama Sr., cha của Barack Obama (tổng thống Hoa Kỳ thứ 44), sinh ra ở huyện này.